# Batilda Salha Burian
Batilda Salha Burian (sinh ngày 19 tháng 10 năm 1965) là một chính trị gia và đại sứ người Tanzania. Hiện tại, cô là đại sứ Tanzania tại Nhật Bản.

## Tiểu sử
Burian nhận bằng tiến sĩ từ Đại học College London năm 1992.
Bà đã phục vụ hai nhiệm kỳ tại Nghị viện, từ năm 2000 đến năm 2005 và sau đó vào năm 2006 đến năm 2010  Giữa các nhiệm kỳ của bà tại Nghị viện, bà là Thứ trưởng Bộ Phát triển Cộng đồng, Giới và Trẻ em. Sau Nghị viện, bà trở thành Cao ủy (hay đại sứ) của Tanzania ở Kenya. Trong thời gian làm đại sứ tại Kenya, cô tiếp tục tăng cường mối quan hệ giữa hai nước, với lý do cả hai nước có nhiều điểm chung cả về văn hóa và môi trường. Năm 2015, cô trở thành đại sứ Tanzania tại Nhật Bản.
Burian đã chủ trì Diễn đàn Biến đổi Khí hậu Thế giới III năm 2009 tại Geneva và cũng là đại diện thường trực của Tanzania cho Chương trình Môi trường Liên Hợp Quốc (UNEP).